# Glochidion atalotrichum
Glochidion atalotrichum är en emblikaväxtart som beskrevs av Albert Charles Smith. Glochidion atalotrichum ingår i släktet Glochidion och familjen emblikaväxter. Inga underarter finns listade i Catalogue of Life.